# 甲府在番
『甲府在番』（こうふざいばん）は、松本清張の短編小説。『オール讀物』1957年5月号に掲載され、1958年6月に短編集『甲府在番』収録の表題作として、筑摩書房より刊行された。

## あらすじ
旗本小普請組の伊谷求馬は、兄・伊織の病死の報のあとをうけて家督をつぎ、甲府勤番を命ぜられた。甲府にはいった求馬は、伊織が実際は行方不明であり、鰍沢で見かけたのが最後であると組頭から聞く。組頭に身延山参詣を申し出た求馬は、鰍沢から下部温泉へ向かい、その湯宿で老人と女に遭遇するが、兄からの手紙にあった熊輪の謎はわからなかった。
求馬は、近所に住む上村周蔵から、内密の仕事として絵図面掛りに命じられた伊織が、下部からさらに東の奥を踏査中に金鉱があるのを嗅ぎつけ、こっそり奪ろうと企んだのではないかとの推量を聞き、周蔵は、湯宿の老人は武田信玄の時代に金鉱一帯を監視するために置かれた山口衆の子孫・弥平太で、自分も伊織同様に金を奪って、それを賄賂に江戸に帰るつもりだと求馬に言う。
求馬は湯治を口実に下部で周蔵と合流し、下部から東に二里はいった、弥平太とその妾・おしんの住む根帯部落の家から、熊輪の場所へ向かおうとするが、案内人なしには単独では戻れない、雪の山だらけの中にはいっていた。

## エピソード
- 著者は本作について「この小説に出てくる富士山麓の部落の設定には、現在の山梨県西八代郡、下部温泉から一キロばかり山にはいった所をえらんだ。まだ雪の残っているところで、下部からハイヤーを雇い、その部落に行ってみた。登るにつれて路は狭くなり、下部川の断崖上にかかったその路は、やがて頼りない桟道だけになった。雪はタイヤの半分ほどを埋めるくらいの深さで、車内に乗っていて気が気でなかった。部落でも、めったにここまで車でくる者はないと言った。無事に車でその山から降りたときは、ほっと胸を撫でおろした」と記している[1]。
- 推理小説研究家の山前譲は、本作を『異変街道』の原型と言える短編と述べた上で「甲府勤番の日常が『異変街道』よりも細かく描かれているのが興味深い」と評している[2]。
- 推理作家の有栖川有栖は、本作について「歴史に材をとっていますが、深刻ではなく、謎解きがあったり機知が感じられたり、冒険的な展開があったり」「いわば伝奇小説」と語っている[3]。

## 舞台版
1966年7月に東京宝塚劇場にて上演された。
なおこの公演は同年の8月13日と8月20日、フジテレビ系列（FNS）の「夜の十時劇場」枠（22:00-23:30）にて2回にわたり放映された。
キャスト
- 松本幸四郎
- 山本富士子
- 尾上梅幸

スタッフ
- 演出：菊田一夫